# Comuna de Łaszczów
Łaszczów (polaco: Gmina Łaszczów) é uma gminy (comuna) na Polónia, na voivodia de Lublin e no condado de Tomaszowski (lubelski). A sede do condado é a cidade de Łaszczów.
De acordo com os censos de 2004, a comuna tem 6582 habitantes, com uma densidade 51,3 hab/km².

## Área
Estende-se por uma área de 128,23 km², incluindo:
- área agrícola: 87%
- área florestal: 4%

## Demografia
Dados de 30 de Junho 2004:
|                      | Total   | Total | Mulheres | Mulheres | Homens  | Homens |
| -------------------- | ------- | ----- | -------- | -------- | ------- | ------ |
|                      | pessoas | %     | pessoas  | %        | pessoas | %      |
| População            | 6582    | 100   | 3366     | 51,1     | 3216    | 48,9   |
| Densidade (pop./km²) | 51,3    | 100   | 26,2     | 26,2     | 25,1    | 25,1   |

De acordo com dados de 2002, o rendimento médio per capita ascendia a 1468,34 zł.

## Subdivisões
- Czerkasy, Dobużek, Domaniż, Hopkie, Kmiczyn, Łaszczów, Łaszczów-Kolonia, Małoniż, Muratyn, Nabróż, Nadolce, Pieniany, Pieniany-Kolonia, Podhajce, Podlodów, Pukarzów, Ratyczów, Steniatyn, Wólka Pukarzowska, Zimno.

## Comunas vizinhas
- Jarczów, Mircze, Rachanie, Telatyn, Tyszowce, Ulhówek